# Ốc gừng
Ốc gừng là một loại động vật thủy sinh thuộc họ ốc biển phân bố ở vùng biển thuộc tỉnh Quảng Ngãi, Việt Nam, tập trung nhiều nhất ở vùng biển phường Phổ Vinh, thị xã Đức Phổ.

## Đặc điểm
Ố gừng sinh sống ở các ghềnh đá ven biển dưới độ sâu từ 3–5 m nước, chúng sống bám vào các hang đá. Mùa sinh sản và trưởng thành của ốc gừng khoảng từng từ tháng 3 đến tháng 8 hằng năm, nhưng vào thời điểm giữa mùa hạ. Thịt ốc gừng săn giòn và thơm ngon có vị ngọt, mang hương vị mặn, giòn và có tính hàn.

## Trong ẩm thực
Ốc gừng có thể chế biến thành nhiều món ăn ngon như món ốc luộc và ốc xào sả ớt đây là đặc sản ở vùng biển xứ Quảng. 
- Ốc luộc thì sau khi đánh bắt, mang ốc về ngâm vào nước vo gạo rắc thêm ít muối cùng vài trái ớt đập dập để ốc nhả sạch nhớt, sau đó đập bỏ phần đuôi của ốc rồi cho vào nồi nước sôi đập dập vài nhánh sả cùng lát gừng cho vào nồi nước luộc. Sau khoảng mươi phút, nhấc nồi khỏi bếp và vớt ốc ra đĩa. Dùng tăm tre khều thịt ốc nằm gọn trong lớp vỏ chấm vào muối tiêu vắt ít nước cốt chanh.
- Ốc xào sả ớt, sau khi đập bỏ phần đuôi, ướp với gia vị muối, đường, bột ngọt cùng với sả và ớt thái nhuyễn trong khoảng 20 phút. Sau đó, khử dầu ăn và cho ốc vào chảo xào khoảng mươi phút thì vớt ra đĩa. Khều thịt ốc và dùng.
- Trong các món ăn thì nước chấm luôn được coi là linh hồn, là một phần không thể thiếu. Mỗi món ăn sẽ có cách pha nước chấm khác nhau, để món ăn trở nên ngon hơn với nước chấm.